# Andreas Hillgruber
Andreas Fritz Hillgruber (Angerburg, 18 gennaio 1925 – Colonia, 8 maggio 1989) è stato uno storico tedesco.
Specialista di relazioni internazionali, pubblicò nel 1986 Il duplice tramonto, la frantumazione del Reich tedesco e la fine dell'ebraismo europeo.

## Opere
- Hitler, König Carol und Marschall Antonesu: die deutsch-rumänischen Beziehungen, 1938-1944, 1954.
- Hitlers Strategie: Politik und Kriegsführung, 1940-1941, 1965.
- Deutschlands Rolle in der Vorgeschichte der beiden Weltkriege, 1967.
- Kontinuität und Diskontinuität in der deutschen Außenpolitik von Bismarck bis Hitler, 1969.
- Bismarcks Außenpolitik, 1972.
- Deutsche Geschichte, 1945-1972: Die "Deutsche Frage" in der Weltpolitik, 1974.
- Deutsche Großmacht- und Weltpolitik im 19. und 20. Jahrhundert, 1977.
- Otto von Bismarck: Gründer der europäischen Großmacht Deutsches Reich, 1978.
- Europa in der Weltpolitik der Nachkriegszeit (1945-1963), 1979.
- Sowjetische Außenpolitik im Zweten Weltkrieg, 1979.
- Die gescheiterte Grossmacht: Eine Skizze des Deutschen Reiches, 1871-1945, 1980.
- Der Zweite Weltkrieg, 1939-1945: Kriegsziele und Strategie der großen Mächte, 1982.
- Die Last der Nation: Fünf Beiträge über Deutschland und die Deutschen, 1984.
- Zweierlei Untergang: Die Zerschlagung des Deutschen Reiches und das Ende des europäischen Judentums, 1986.
- Die Zerstörung Europas: Beiträge zur Weltkriegsepoche 1914 bis 1945, 1988.